# アンの娘リラ
『アンの娘リラ』（アンのむすめリラ、原題：Rilla of Ingleside、炉辺荘のリラ）は、カナダの作家ルーシー・M・モンゴメリーが1921年に発表した長編小説であり、アンの末娘リラが主人公となった作品。時系列的には『赤毛のアン』シリーズの第8作目にあたる。日本では村岡花子訳において「アン・ブックス」第10作目に位置づけられているが、海外ではアンの子供たちが主人公である今作と前作はアンブックスと見なされていない。その前作にあたる『虹の谷のアン』（Rainbow Valley）においては、アンとギルバートの子供たちそれぞれが各章の主人公であったが、今作ではほぼ視点は末娘のリラからのものとなっている。第一次世界大戦という今までのアンシリーズにない重い主題がストーリーの中心となり、兄や周りの男性たちが戦争へ従軍し、周りの大人たちが戦況に一喜一憂する中で、子供であったリラが次第に成長していく姿を書く。

## 登場人物
リラ・ブライス（バーサ・マリラ・ブライス　Bertha Marilla "Rilla" Blythe）
本編の主人公。当初は14歳の少女だが、本編の最後では19歳に成長する。1899年生まれ。ブライス家の四女で末っ子。手足ばかりが長く伸びたため兄たちから「クモ」とからかわれていたが、次兄ウォルターだけは「リラ・マイ・リラ」と本名マリラをもじった愛称で呼び、リラもその詩的な愛称を好んでいた。マリラという名前は、今はアンの亡き育て親マリラからとられており、バーサという名前はアンを産んですぐ亡くなった母からとられた。緊張すると幼児時代の舌足らず（赤ちゃん言葉）の癖が出てしまうのが悩み。アンの娘たちの中では最も魅力的で美しい顔立ちをしている。物語初期は、天性の愛らしさの反面、我侭で享楽的な一面があったが、戦時の銃後での経験、戦争孤児の世話、親しい人物の従軍、特に兄の戦死などによって、一人の自立した女性へと成長を遂げる。
ジェイムズ・マシュウ・ブライス (James "Jem" Matthew Blythe)
リラの長兄で、ブライス家の長男。通称ジェム。本編開始時は21歳、1893年生まれ。名前はアン夫妻と親交の深かったジム船長と、アンに生涯最初の愛情を示した人であるマシュウからとられている。レドモンド大学医科の1年生。ブライス家の長男で次子に当たるが、長子（ジョイス・長女）は産後すぐ亡くなったため、実質的には長子である。ブライス家の子供達の中でも最も勇敢でリーダーシップに富み、戦争勃発のニュースを知った際には、真っ先に友人たちと志願して戦地へ赴いた。その後、戦地で負傷し消息不明となり家族の誰もが彼の無事を諦めかけた時も、愛犬マンディは駅で彼の帰宅を待ち続け、物語終盤涙の再会を果たす。復員後は、父ギルバートの後を継ぐため医科に戻る。
ウォルター・カスバート・ブライス (Walter Cuthbert Blythe)
リラの次兄で、ブライス家の次男。本編開始時は20歳、1894年生まれ。名前はアンが産まれてすぐ亡くなった父ウォルターから、カスバートはマリラとマシュウの姓から。母であるアンの繊細な感受性や文学的才能を最も受け継いだ子供。リラにとって、兄姉の中で一番の理解者であり親しい存在である。ブライス家の息子たちの中で最もハンサムといわれているが、腸チブスにかかった経験があり病弱であることと、詩を書いたり夢想したりすることから、理解ない者からは変わり者の烙印も押されている。戦争を嫌う＝臆病者という自身への誹りに反論の意を持って出征した。塹壕で書いた詩が評判となり名声を手にしたのも知らず、1916年9月、コールスレットで22歳で戦死。
ダイ・ブライス（ダイアナ・ブライス Diana "Di" Blythe）
当初は18歳、1896年生まれ。双子（二卵性）の一人で、ブライス家の次女。赤毛と緑灰色の目が母そっくりで、父のような実際的な頭脳を持っているため、父親のギルバート医師から特に可愛がられている。本人は若き母と同じように赤毛がコンプレックスである。兄妹間では特にウォルターと仲が良く、たびたびリラの嫉妬の対象となっている。またウォルターとは、共に大学に行く予定であった。名前はアンの最初にして最高の親友であるダイアナ・ライト（旧姓バーリー）から名づけられている。
ナン・ブライス（アン・ブライス Anne "Nan" Blythe）
当初は18歳、1896年生まれ。双子（二卵性）の一人で、ブライス家の三女。名前の由来は母親のアンで、母のアンと区別するため、通称ナンで通っている。ヴェルヴェットのような褐色の目と髪と色白の肌で、双子の中ではナンの方が美人とされている。またそのルックスとは裏腹にアンの想像力に富んだ性格をよく受け継いでいる。ダイ同様にレドモンド大学に行き、兄のウォルターが体を壊すほど勉強をさせないようにさせるはずだった。
シャーリー・ブライス (Shirley Blythe)
ブライス家の三男。リラの1つ上の兄で、当初は16歳、1898年生まれ。とび色の髪と目を持つ無口で飛行機好きな少年。シャーリーはアンの旧姓からとられている。クイーン学院を卒業したばかり。シャーリーを産んだのちアンは体調がしばらく戻らず、メイドであり家族の一員でもあるスーザンが幼少期面倒を見て以来、彼女の秘蔵っ子となっている。ウォルターの戦死の後、スーザンなどの懇願にも耳を貸さず、航空隊へ従軍を志願する。
ブライス医師（ギルバート・ブライス Gilbert Blythe）
ブライス家の家長。冗談好きでよく笑う若き父親だった彼(当初51歳)も、今作では新聞をむさぼり読み、痛みを堪え黙って息子達を送り出す寡黙で思慮深き父親へと変貌している。
アン・ブライス（旧姓シャーリー Anne Blythe）
ブライス医師の妻で子供たちの母親。主人公の座を退いた彼女（当初48歳）も、依然その若々しさと子供達への親身な対応と大きな愛情に溢れている。その感受性の豊かさゆえに、今作の度重なる悲劇に打ちのめされ床につく場面も多い。
スーザン・ベーカー　(Susan Baker)
オールドミスのブライス家のメイド、子供達が生まれた時からブライス家にいる彼女は既に家族の一員と化している。家事世事に口うるさいスーザンが、ジムス（後述）の子育てや寝込むアンの介護に励んだり、戦争の状況に毒づいたり嘆いたりする姿が、作中の大きな慰めと励みになっている。
ジェイムズ・キッチナー・アンダーソン (James "Jims" Kitchener Anderson)
通称ジムス。戦争孤児の赤ん坊であったのを、リラが引き取って面倒を見ることになる。金色の巻き毛と青色の目のかわいらしい坊や。最初は子育てのいろはも分からず癇癪を起こしていたリラに「顔だけは綺麗」などといわれもしたが、その後ジムスの成長と共にリラの愛情も育ち、後に実の父が見つかり引き取られる時には二人は実の姉弟のような親密さで結ばれていた。1914年8月生まれ。
ミス・コーネリア・ブライアント　（ミセス・マーシャル・エリオット　Mrs. Marshall Elliott "Miss Corneria Bryant"）
絶えず男を軽蔑している。噂好きで、グレン･セント・メアリー村の住人。メアリー･バンスの雇い主。1893年にマーシャル･エリオットと結婚。結婚してから21年経ってもいまだにミス・コーネリアと呼ばれている。しかし、スーザンだけは、ミセス・マーシャル・エリオットと呼んでいる。口癖は「男のやりそうなことじゃありませんか。("Man-like.")」
ケネス・フォード (Kenneth "Ken" Ford)
通称ケン。「アンの夢の家」で登場したアンの大事な友人レスリー・フォードと、同じく「夢の家」登場のオーエン・フォードの長男。レスリーの亡き弟の名前をもらっている。父母共に絶世の美男美女なだけあり、本人も大変見目麗しい。また快活な性格で、幼少時代はリラをからかう一方であったが、次第に共に意識するようになる。戦地へ赴く前にリラと婚約を交わした。リラはケネスの前では緊張するため舌足らずになりやすい。ブライス家の子供たちの中でも特にウォルターと仲が良いため、リラは幼少期より彼の事を少なからず意識していた。
ジェリー・メレディス（ジェラルド・メレディス Gerald "Jerry" Meredith）
フェイス・メレディス (Faith Meredith)
ユナ・メレディス (Una Meredith)
カール・メレディス（トーマス・カーライル・メレディス Thomas Carlyle "Carl" Meredith ）
前作から登場した、隣家の牧師館の子供たち。ブライス家の子供たちとは幼馴染の友人同士。
長男ジェリーはジェムやフェイスと共に大学に在学中。ウォルターと同い年(当初20歳)。ナンに惹かれている。
次男カールはシャーリーとクイーン学院での同級生であり、シャーリーの一つ上(当初17歳)である。
ジェリーとカールはブライス家の息子たちと共に志願して戦場へ向かい、負傷するものの復員を果たした。
長女フェイスは19歳で、ジェムやジェリーと共にレドモンド大学へ通学中であった。ジェムと婚約する。
次女ユナはブライス家の双子と同い年(当初18歳)。幼少期からウォルターに恋慕を抱き続けていた彼女は、リラとウォルターを愛するもの同士の絆で結ばれている。
メアリー･ヴァンス　(Mary Vance)
ミス･コーネリアのところで働いている。｢虹の谷のアン｣で、死にそうなところを牧師館の子供たちに発見された。前作で、7歳のリラを干したタラを持って追いかけたことから、リラに嫌われている。ジムズのクループを治した。
ミス・オリバー（ガートルード・オリバー　Gertrude Oliver）
セント・グレン村の学校の教師。28歳。1年間ブライス家に下宿していたが、それを継続することになった。ウォルターを特に気に入っており、文学的才能を認めている。またウォルターとリラからは非常に慕われている。

## あらすじ
前作にあたる『虹の谷のアン』（Rainbow Valley）から子供たちは大きく成長した。上の子供たちは大学へ通っているが、ブライス家や牧師館の子供たちの中で最も年若であるリラはいつまでたっても子供扱いされ、憤慨していた。リラは姉たちのように社交界に入り、崇拝者を、しかも複数持ってみたかったのだ。リラのお気に入りは兄のウォルターであったが、その友人のケネスは気になる存在であった。リラの初めてのパーティーの日、リラの夢見ている生活が始まろうとしていたその日に第一次世界大戦が勃発し、生活は徐々に変わっていく。次々と兄2人が志願し、ケネスをはじめ周りの男性たちも戦場へ赴く。家族の犬であるマンデイは、ジェムの出征後は駅でずっと帰りを待っていた。家族での会話も戦争での事が多くなり、リラは夢描いていた青春時代とは違った生活を送らざるをえなくなる。リラは戦争孤児のジムスを育てる事に成り、悪戦苦闘する。一方で休暇で帰ってきたケネスとはロマンスらしきものがあった。ウォルターは戦地で書いた詩が評判となるが、その後戦死してしまい、家族に深い悲しみを与えた。そしてついに最後の兄であるシャーリーまでもが密かに志願を決めており、戦地へ向かってしまった。リラは悲しみの中、ケネスとの交流やジムスの世話などを通じて成長する。やがて戦争が終わり、男たちが帰ってくるなか、ようやくケネスもリラの元へ帰ってきて、「リラ･マイ･リラ」と呼ぶのであった。

## 備考
- 前述の通り時系列的には第8作目であるが、本書を刊行した1921年の時点では、サマーサイド高校に校長として3年間就任するアンの婚約時代を描いた第4作目と、炉辺荘に引っ越してからの6年間を描いた第6作目は当時未刊行であった。モンゴメリ自身『赤毛のアン』シリーズを書くことに疲れ、本作で打ち止めにしようと考えていたが、読者からの反響が大きかったため、約15年後の1936年に時系列的の第4作目『アンの幸福』を刊行し、更に1939年に時系列的の第6作目『炉辺荘のアン』を立て続けに刊行することになる（この約70年後、遺作の『アンの想い出の日々』を刊行）。
- イタリアでは、前作『虹の谷のアン』と共に、長年刊行されていなかったが、2014年に初めて現地で出版された（『赤毛のアン』とは異なり、原題をそのままイタリア語訳のタイトルで刊行）。